# シャイン (映画)
『シャイン』（Shine）は、1996年のオーストラリアの伝記映画。監督はスコット・ヒックス、出演はジェフリー・ラッシュとアーミン・ミューラー＝スタールなど。オーストラリアの実在のピアニストであるデイヴィッド・ヘルフゴットの半生を描いている。主演のジェフリー・ラッシュは第69回アカデミー賞主演男優賞をはじめ多数の映画賞を受賞した。
スティーヴン・ジェイ・シュナイダーの『死ぬまでに観たい映画1001本』に掲載されている。

## ストーリー
メルボルンの貧しいユダヤ系の家に生まれたデヴィッドは、頑固な父親によって幼い頃からピアニストになるべく英才教育を受けていた。才能を発揮し天才少年と呼ばれた彼は、アメリカ留学を薦められたが、父親が断り話は流れてしまった。家父長制の意識が高く家族を支配していた父親は、虚弱で精神的にも不安定なデヴィッドを手放せなかったのだ。
やがて思春期となったデヴィッドに、イギリスの王立音楽院に奨学金で留学する話が持ち上がった。父親の反対を受けながらも、勘当されてまでロンドンに渡るデヴィッド。優秀な教師に恵まれたデヴィッドは、コンクールで難関であるラフマニノフの「ピアノ協奏曲第3番」に挑戦し、見事に弾いたものの、その直後に統合失調症で昏倒し、日常生活に支障をきたす状態になってしまった。
デヴィッドの父親は息子の活躍に陰ながら常に注目していたが、オーストラリアに帰国したデヴィッドを受け入れなかった。精神病院に収容されたデヴィッドは、ピアノ演奏を禁じられたまま10年以上を過ごすことになった。しかし、デヴィッドの名声と挫折を知る老婦人の援助で退院することができた。
たまたま訪れたバーでピアノ演奏を始め、人気を得るデヴィッド。父親は一度だけ貧しい身なりでデヴィッドを訪ね、子供時代に初めて獲得したコンクールのメダルを渡したが、多くを語らずに去り、程なくして亡くなった。高名な占星術師のジリアンと知り合い結婚したデヴィッドは、妻のサポートを得て再び演奏家の道を歩み始めた。

## キャスト
※括弧内は日本語吹替（過去に発売されたVHS・旧盤DVDにのみ収録）
- デイヴィッド・ヘルフゴット: ジェフリー・ラッシュ（山寺宏一）
  - 青年期: ノア・テイラー（家中宏）
  - 少年期: アレックス・ラファロウィッツ（三浦斗夢）
- ピーター・ヘルフゴット: アーミン・ミューラー＝スタール（有川博）
- ジリアン: リン・レッドグレイヴ（小宮和枝）
- セシル・パークス: ジョン・ギールグッド（納谷悟朗）

## 製作
演奏はヘルフゴット自身が行なっており、手のみのシーンは本人のもの。
なお、ヘルフゴットを描いたドキュメンタリー映画『デイヴィッドとギリアン 響きあうふたり』が、2018年3月に公開されている。
主役を演じたジェフリー・ラッシュは、14歳までピアノを習っており、この映画のために数十年ぶりに練習を再開した。

## 作品の評価

### 映画批評家によるレビュー
Rotten Tomatoesによれば、44件の評論のうち、91%にあたる40件が高く評価しており、平均して10点満点中8点を得ている。
Metacriticによれば、25件の評論の全てが高評価であり、平均して100点満点中87点を得ている。

### 関係者からの批判
映画化に当たって、ヘルフゴットの家族や幼少期の関係者たちへの取材はまったくなく、公開後、映画を観た家族や関係者から、映画は事実に反したでっちあげであるとして抗議の声が上がった。姉のマーガレットは1998年に、関係者の証言を集めた抗議の本"Out of Tune: David Helfgott and the Myth of Shine"を出版し、父親は映画に描かれたような暴君ではなく、デイヴィッドともうまくいっており、デイヴィッドの精神的な病気は家系的なもの（叔母も同じ病気）であると主張した。また、父親はホロコースト時にはオーストラリアにいたこと、デイヴッドは精神病院に入る前に別の女性と結婚していたこと、バーのピアノ弾きの仕事は姉が紹介したことなどを明らかにした。

### 受賞歴
- 第69回アカデミー賞
  - 受賞：主演男優賞（ジェフリー・ラッシュ）
  - ノミネート：作品賞、監督賞、助演男優賞（アーミン・ミューラー＝スタール）、脚本賞、劇映画音楽賞、編集賞
- 第54回ゴールデングローブ賞
  - 受賞：主演男優賞(ドラマ部門)
  - ノミネート：作品賞(ドラマ部門)、監督賞、脚本賞、作曲賞
- 第50回英国アカデミー賞（英語版）
  - 受賞：主演男優賞、音響賞（英語版）
  - ノミネート：作品賞、助演男優賞（ジョン・ギールグッド）、助演女優賞（リン・レッドグレイヴ）、監督賞、オリジナル脚本賞、編集賞、作曲賞